# Madasumma fletcheri
Madasumma fletcheri är en insektsart som beskrevs av Lucien Chopard 1935. Madasumma fletcheri ingår i släktet Madasumma och familjen syrsor. Inga underarter finns listade i Catalogue of Life.